# لانس كليمونز
لانس كليمونز (بالإنجليزية: Lance Clemons) هو لاعب كرة قاعدة أمريكي، ولد في 6 يوليو 1947 في فيلادلفيا في الولايات المتحدة، وتوفي في 22 يناير 2008 في بروكسفيل في الولايات المتحدة بسبب سرطان.

## وصلات خارجية
- لانس كليمونز على موقعبيزبول رفرنس.كوم (الدوري الرئيسي) (الإنجليزية)